# Домбаул
Домбаул (Домбауыл) — мавзолей VIII—IX века, памятник средневековой архитектуры в Улытауской области Казахстана. Расположен в 50 км к северо-востоку от города Жезказгана, на левом берегу реки Кенгир. В 1946—1947 годах исследован Центрально-Казахстанской археологической экспедицией (руководитель Алькей Маргулан).

## История
Мавзолей Домбаул является одним из древнейших в Казахстане, он был сооружён в докараханидский период примерно в VIII—IX веках. Первое письменное упоминания памятника встречается у Чокана Валиханова.
Среди местного населения существуют разные версии преданий о том, на чьей могиле возведён мавзолей:
- телохранителя или придворного музыканта Чингисхана или Джучи-хана;
- отца Чингисхана;
- джигита Домбаула, истребившего по указанию Алаша-хана табун куланов, которые затоптали во время охоты его сына — Джерин-хана (по другой версии — Алаша-хан ассоциируется с Чингисханом, а куланы убивают его сына Джучи-хана).

По самой распространённой легенде, опубликованной Отыншы Альжановым в «Киргизской степной газете», у Алаша-хана был раб Домбаул, обладавший большой физической силой. Узнав о смерти сына Алаша-хана — Джучи, Домбаул поклялся истребить куланов, погубивших Джучи. Он преследовал стадо куланов на двух скакунах с именами Кубан-Кулан и Енкей. Оставшиеся от истреблённого стадо 5 куланов переправились через реку Чу. Преследуя куланов, Домбаул потерял своих скакунов у двух сопок, которые сейчас называются Кубан-Кулан и Енкей.
В 1982 году мавзолей Домбаул был включен в список памятников истории и культуры Казахской ССР республиканского значения и взят под охрану государства.

## Архитектура

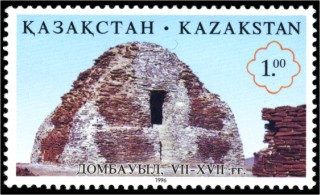
Домбауыл на почтовой марке Казахстана, 1996

Домбаул имеет юртообразный вид, конусообразную форму купола. Сооружения подобной формы в Центральной Азии носят название дынов или уйтасов.  В плане строение квадратное, построено из плоских каменных плит. Основание его возведено из бревенчатого материала с каменной обкладкой, увеличивающей высоту мазара. Размер мавзолея с юга на север 8,9 м, с запада на восток 7,9 м, высота 5,5 м.
В качестве строительного материала использовался песчаник, в виде плитняка серовато-розового цвета, который добывался в 3—4 км от места строительства в карьерах около реки Кара-Кенгир. Камни удобные для кладки, их размеры варьируются от 20×30×4 см до 30×60×см. В качестве скрепляющего материала использован тощий суглинистый раствор с примесью мелких фракций хряща, попадающихся в местном грунте.